# Komunikacja internetowa
Komunikacja internetowa – forma komunikacji interpersonalnej, polegająca na wymianie informacji między uczestnikami dyskusji za pośrednictwem Internetu.
W Internecie istnieją różne formy dyskusji, powstałe niezależnie (niekiedy poza Internetem), korzystające z różnych protokołów komunikacyjnych, mające różne możliwości i służące do różnych celów:
- grupa dyskusyjna – używa protokołu internetowego NNTP, dyskusja toczy się w Usenecie lub na oddzielnych serwerach grup z wykorzystaniem czytników grup;
- lista dyskusyjna – używa protokołów poczty elektronicznej, korzysta z wyspecjalizowanego oprogramowania list, serwerów pocztowych i klientów poczty;
- forum dyskusyjne – używa protokołu HTTP, dyskusja toczy się na serwerach www z wykorzystaniem wyspecjalizowanego oprogramowania forum i przeglądarek internetowych;

- czat – pogawędka, dyskusja toczona w czasie rzeczywistym:
  - IRC – używa protokołu IRC, dyskusja toczy się na serwerach IRC z wykorzystaniem klientów IRC;
  - komunikator internetowy – używa własnego protokołu, korzysta z własnych serwerów i klientów, może pracować w trybie peer-to-peer;

- BBS – tablica ogłoszeniowa, może używać połączeń telefonicznych (modemowych) i własnych protokołów, korzysta z własnych serwerów i klientów;
  - konferencja Fidonetu – odpowiednik e-mailowej listy dyskusyjnej w popularnej sieci BBS.

Obecnie dostęp do większości form dyskusji jest możliwy również z wykorzystaniem przeglądarki internetowej, dlatego bywają one mylone przez początkujących użytkowników.